# Haroldo V da Noruega
Haroldo V, em norueguês: Harald V, KG GColSE (Asker, 21 de fevereiro de 1937) é o Rei da Noruega desde 1991, sucedendo a seu pai Olavo V, e portanto, membro da Casa de Eslésvico-Holsácia-Sonderburgo-Glucksburgo. Haroldo se tornou-se o primeiro príncipe da Noruega a nascer em solo norueguês desde o rei Olavo IV em 1340. É o chefe formal da Igreja da Noruega e das Forças Armadas da Noruega. Haroldo tem dois filhos com sua esposa Sônia Haraldsen: Marta Luísa e Haakon, Príncipe Herdeiro.

## Primeiros anos

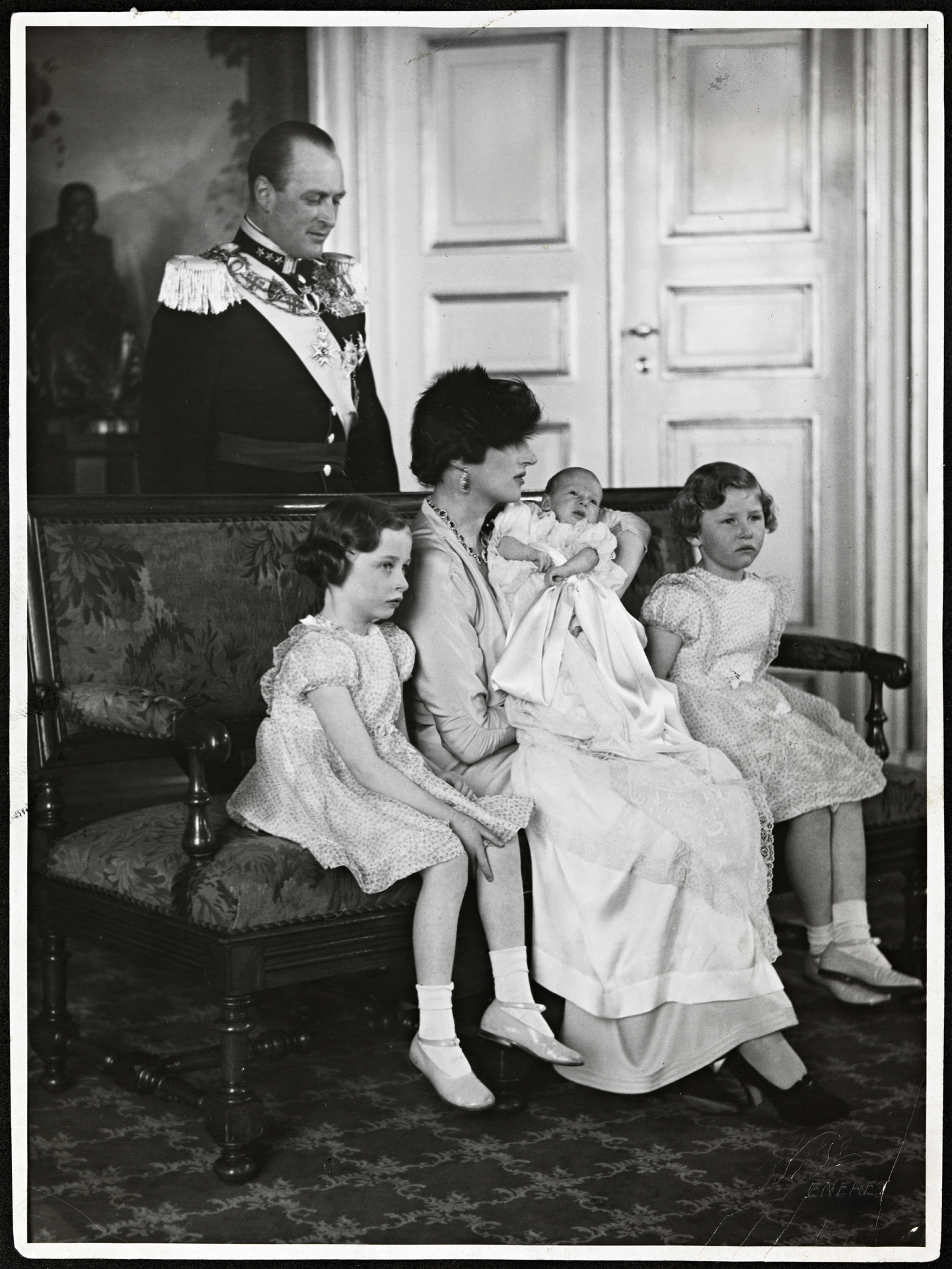
Família real da Noruega: Em pé, o Príncipe Herdeiro; sentadas, a princesa Ragnhild, a princesa Marta com o príncipe Haroldo no colo e a princesa Astrid. Foto: Anders Beer Wilse/Nasjonalbiblioteket. 31 de março de 1937

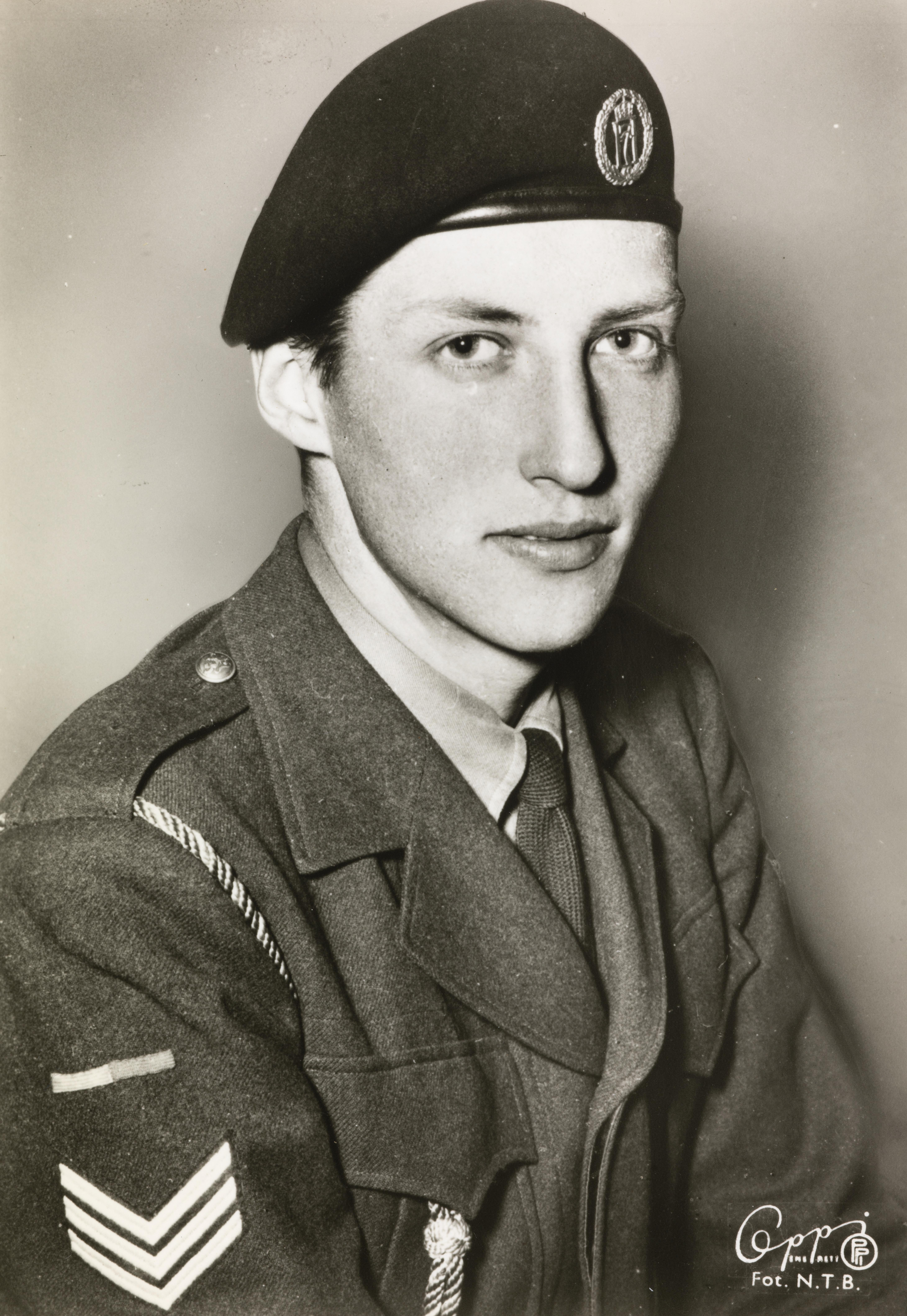
Haroldo c. 1956

O príncipe Haroldo nasceu em Skaugum, em Asker, a propriedade oficial de seu pai, o então príncipe herdeiro Olavo, e de sua mãe, a princesa consorte Marta, uma neta de Oscar II da Suécia. Ele tem duas irmãs mais velhas, as princesas Ragnhild e Astrid.
O jovem príncipe foi batizado na capela real do Palácio Real, em Oslo, a 31 de março de 1937, pelo bispo Johan Lunde.
Em abril de 1940, quando a Noruega foi invadida pelos nazistas, Haroldo, sua mãe e suas irmãs partiram, de comboio, em uma jornada dramática, para a Suécia. O príncipe herdeiro Olavo e seu avô, o rei Haakon VII, ficaram na Noruega até 10 de abril, quando se juntaram ao resto da família, mas logo depois retornaram ao país.
O príncipe Haroldo passou os dias seguintes no vilarejo de Sälen, antes de se mudar para a residência do duque de Östergötland, seu tio, em Frötuna, em 16 de abril. Em 26 de abril, o grupo mudou-se para o palácio de Drottningholm, em Estocolmo. Acredita-se que o rei Gustavo V da Suécia tinha uma boa relação com seus hóspedes noruegueses. Entretanto, políticos suecos influentes, como o ministro da Justiça, queriam que a princesa consorte e que o príncipe Haroldo fossem mandados de volta à Noruega, para que ele pudesse ser proclamado rei pelos alemães. Em 7 de junho, o rei da Noruega e o príncipe herdeiro tiveram que deixar a Noruega, mas achavam que a Suécia não era o melhor lugar para manter o resto da família. Em 17 de agosto, a princesa consorte e seus três filhos partiram do porto de Pechenga, na Finlândia, para Washington D.C., nos Estados Unidos, a bordo do navio americano American Legion.
Haroldo, sua mãe e suas irmãs viveram em Washington até o fim da Segunda Guerra Mundial, em 1945. Seu pai e seu avô residiram em Londres, juntamente com o governo exilado. Em 1943, o príncipe foi matriculado em White Hall Country School.
Tendo regressado à Noruega, junto com sua família, Haroldo foi estudar em Smestad, uma escola pública. Em 1955, terminou o ensino secundário na Escola da Catedral de Oslo e, no outono daquele ano, começou seus estudos na Universidade de Oslo. Mais tarde, o príncipe foi para uma escola de oficiais de cavalaria em Trandum, seguido por um treinamento na Academia Militar Norueguesa, pela qual se graduou em 1959.
Em 1960, Haroldo entrou em Balliol College, na Universidade de Oxford, onde estudou história, economia e política, até 1962. Durante seus dias de estudante em Oxford, demonstrou entusiasmo por remo. Também em 1960, ele realizou sua primeira jornada oficial no exterior, visitando os Estados Unidos, na altura da comemoração do décimo quinto aniversário da Fundação Escandinava Americana.
Amante da vela, chegou a representar o seu país em diversos eventos internacionais. Transportou a bandeira da Noruega nos Jogos Olímpicos de Tóquio 1964. Participou também dos jogos da Cidade do México 1968 e Munique 1972. Venceu duas importantes regatas em 1968 e em 1972, a de Gullpokalen e a de Kiel, respectivamente. Foi o segundo classificado no campeonato do mundo  de meia tonelada, em 1982. Em 1988, venceu, com a sua tripulação, uma regata em San Francisco. Em 2005, venceu, com a sua tripulação, o campeonato da Europa em meia vela, com o barco "Fram XV".

## Noivado, casamento e descendência

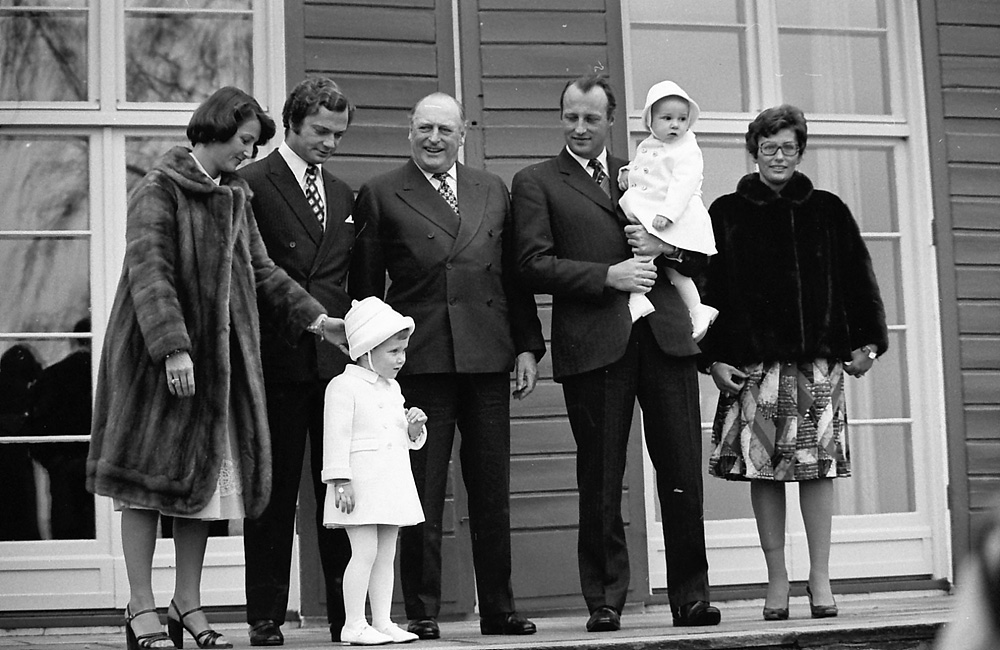
Haroldo com o filho Haakon, o rei Olavo ao centro, o atual Rei Carlos Gustavo da Suécia à esquerda e a rainha Sônia com a filha Martha, também à esquerda

Haroldo conheceu Sônia em 1959 na Universidade de Oslo, mas o relacionamento foi mantido em segredo por causa do status não-real dela. Foi só nove anos depois que o príncipe recebeu a permissão para se casar. Segundo sua biografia oficial, "em março de 1968 foi anunciado que o rei Olavo dera permissão para o príncipe herdeiro se casar com a srta. Sonja Haraldsen. (...) A decisão a ser tomada pelo rei não era apenas uma questão de família, mas também uma questão de Estado que poderia ter implicações para o futuro da monarquia. Após consultas ao Presidium of the Storting [espécie de Conselho Real], aos líderes parlamentares e ao governo, o rei deu seu consentimento para que o príncipe herdeiro se casasse com uma plebeia".
O casamento aconteceu no dia no dia 29 de agosto de 1968, na Catedral de Oslo protestante.
Haroldo e Sônia têm dois filhos e cinco netos. 
| Filhos        | Nascimento             | Casamento                                  | Netos              |
| ------------- | ---------------------- | ------------------------------------------ | ------------------ |
| Marta Luísa   | 22 de setembro de 1971 | com Ari Behn (c.2002 - d.2016)             | Maud Angelica Behn |
| Marta Luísa   | 22 de setembro de 1971 | com Ari Behn (c.2002 - d.2016)             | Leah Isadora Behn  |
| Marta Luísa   | 22 de setembro de 1971 | com Ari Behn (c.2002 - d.2016)             | Ema Behn           |
| Haakon Magnus | 20 de julho de 1973    | com Mette-Marit (c.em 24 de abril de 2001) | Ingrid Alexandra   |
| Haakon Magnus | 20 de julho de 1973    | com Mette-Marit (c.em 24 de abril de 2001) | Sverre Magno       |

## Reinado

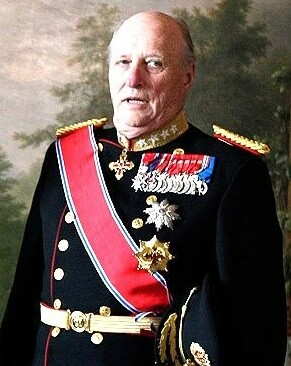
Rei Haroldo V em 2010

O rei Haakon VII, seu avô, faleceu em 21 de setembro de 1957. Nessa data, Haroldo tornou-se príncipe herdeiro. Como tal, conheceu cedo a responsabilidade do poder, ao exercer a regência em 1958, em substituição de seu pai, Olavo V.
É trineto da rainha Vitória do Reino Unido e bisneto do rei Eduardo VII do Reino Unido, através de sua avó paterna, Maud de Gales, que era filha de Eduardo. Sendo bisneto do rei Eduardo VII, encontra-se na 61ª posição da linha de sucessão ao trono britânico. É primo em segundo grau da rainha Isabel II (sua avó Maud de Gales era irmã do avô paterno de Isabel II, o rei Jorge V). É também bisneto de Frederico VIII da Dinamarca e de Óscar II da Suécia.
Haroldo V é considerado o monarca europeu mais "pobre": possui um patrimônio estimado em 133 milhões de dólares.
Em 2007, recebeu a medalha conhecida como Holmenkollmedaljen, outorgada a diversas personalidades que se tenham distinguido na prática do esqui desde 1895. Sua esposa recebeu na mesma ocasião a mesma condecoração. Seu pai e seu avô também a haviam recebido no passado.
Como monarca, leva a cabo numerosas viagens por toda a Noruega e realiza visitas oficiais de Estado em outros países.

### Visita a Portugal
A 26 de Maio de 2008, o rei Haroldo V visitou Portugal. Foi recebido em Lisboa pelo presidente da República Portuguesa Cavaco Silva, por quem foi condecorado com o Grande-Colar da Ordem Militar de Sant'Iago da Espada de Portugal. Em troca, o rei condecorou o presidente português com a Grã-Cruz da Ordem de Santo Olavo. A visita do rei Haroldo V a Portugal foi marcada por diversas referências ao bacalhau importado da Noruega por Portugal, chegando o monarca a visitar um supermercado onde este era amplamente vendido.
De notar que antes desta visita, Harald V já tinha recebido, a 5 de Novembro de 1980, a Grã-Cruz da Ordem Militar de Avis e, a 13 de Fevereiro de 2004, o Grande-Colar da Ordem do Infante D. Henrique.
No último dia da sua visita, encontrou-se com Duarte Pio de Bragança, pretendente ao trono português, convidado pela embaixada da Noruega para o jantar oficial das cerimónias de despedida. Antes do jantar, o rei assistiu a um concerto no Convento do Beato, com a participação do flautista Rão Kyao.

### Visita ao Brasil
À época ainda príncipe, Haroldo visitou o município de Mococa, tendo recebido o título de "Cidadão Mocoquense" pela Câmara Municipal, via Resolução nº 125, de 28 de fevereiro de 1964.
O rei Haroldo chegou à comunidade Watoriki (Demini), situada a 150 km a oeste de Boa Vista, Roraima,  na manhã do dia 22 de abril de 2013, quando foi recepcionado pelo líder yanomami, Davi Kopenawa, e pelas 190 pessoas que lá vivem. Durante os quatro dias em que ficou na aldeia, o rei dormiu em rede, comeu carne de caça com beiju, ouviu histórias dos antigos, viu o que os yanomamis cultivam em suas roças e como se relacionam com a Floresta Amazônica. Os yanomamis também lhe contaram sobre as preocupações com a ambição dos brancos pelos minérios que estão sob a terra, o que resulta na invasão e degradação da floresta pelo garimpo ilegal. Também manifestaram seu temor com relação ao projeto de legalização da mineração em Terras Indígenas que tramita no Congresso Nacional. Os yanomamis reafirmaram que para eles somente a floresta em pé interessa e faz sentido. No último dia da visita (25 de abril), houve troca de presentes simbolizando a amizade entre o rei Haroldo V e Davi Kopenawa. O rei deu a Davi um álbum com fotos pessoais, e Davi deu ao rei um bracelete tradicional, que simboliza a beleza e a força dos pajés.

### Jubileu de Prata
Em 17 de janeiro de 2016, Haroldo completou 25 anos no trono da Noruega. Para comemorar a data, houve três dias de festividades, que incluíram jantares com políticos e lideranças do país, um encontro com outras realezas, incluindo o Rei Carlos XVI Gustavo e a Rainha Sílvia da Suécia e a Rainha Margarida II da Dinamarca, e comemorações populares no Palácio Real.

## Saúde
No início dos anos  2000, Haroldo começou a ter alguns problemas de saúde, precisando ser hospitalizado, tendo inicialmente o príncipe herdeiro assumido a regência nestas ocasiões duas vezes: a primeira foi em  dezembro de 2003 até o meio de abril de 2004, quando Haroldo tratou um câncer na bexiga, e a segunda foi de abril a junho de 2005, quando ele teve que tratar uma estenose.
A partir de meados dos anos 2010, conforme envelhecia, os problemas de saúde começaram a se tornar mais frequentes e Haroldo teve que ser internado diversas vezes, com Haakon assumindo a regência. Em abril de 2018, o rei teve um problema no pé e precisou ficar afastado por vários dias.
Já entre dezembro de 2019 e janeiro de 2020, em menos de 30 dias, o rei foi internado duas vezes, primeiro devido a uma virose e depois devido a tonturas. Haroldo voltou a ser internado em 25 de agosto devido a problemas respiratórios.
Em janeiro de 2021, a Casa Real anunciou que ele faria uma cirurgia num joelho e que ficaria afastado das atividades por algum tempo. Um ano depois, em janeiro de 2022, ele se afastou devido a um resfriado.

### Covid-19
No dia 22 de março de 2022, a Casa Real anunciou que Harald estava com covid-19, mas tinha sintomas leves.  

### 2024
Em 31 de janeiro de 2024, o palácio real anunciou que o rei Harald estava de "licença médica" até 2 de fevereiro devido a uma infecção respiratória.  Em 27 de fevereiro, ele foi novamente hospitalizado na ilha turística do norte da Malásia, Langkawi , com uma infecção durante as férias na Malásia . O rei Harald foi internado nas suítes reais do Hospital Sultanah Maliha, um hospital governamental e o único grande hospital da ilha, e teve um marca-passo temporário implantado devido à baixa frequência cardíaca. Ele recebeu alta em 3 de março e foi transportado de volta à Noruega em um voo de evacuação médica para continuar sua recuperação em um hospital, durante o qual ficaria de licença médica por duas semanas.

## Títulos e condecorações

### Títulos reais
- Sua Alteza Real o Príncipe Olavo da Noruega: 21 de fevereiro de 1937 a 21 de setembro de 1957
- Sua Alteza Real Príncipe Herdeiro da Noruega: 21 de setembro de 1957 a 17 de janeiro de 1991
- Sua Majestade Rei Haroldo (Hans Majestet Kongen em norueguês): 17 de janeiro de 1991 até atualmente

### Condecorações
A rei recebeu dezenas de condecorações no mundo todo, em países que vão de monarquias até em repúblicas como o Brasil.
Na Noruega
- Ordem de São Olavo - Grã-Cruz com Colar
- Ordem do Mérito da Noruega - Grã-Cruz
- Medalha de São Olavo
- Medalha de Serviço de Defesa com Laurel Branch
- Medalha do Centenário da Casa Real da Noruega
- Medalha Comemorativa de Haakon VII, 1º de outubro de 1957
- Medalha Jubliee de Haakon VII 1905-1955
- Medalha do Centenário de Haakon VII
- Medalha Comemorativa de Olav V 30 de janeiro de 1991
- Medalha do Jubileu de Olav V 1957-1982
- Medalha do Centenário de Olav V
- Medalha de serviço de defesa com três estrelas
- Medalha de Serviço Nacional com três estrelas
- Participante da Associação Badge of Honor
- Distintivo de Honra da Cruz Vermelha Norueguesa
- Distintivo de honra federal dos oficiais da reserva norueguesa
- Medalha do Mérito da Sociedade Naval em ouro
- Distintivo de honra da Sociedade Norueguesa de Tiro
- Medalha do Centenário da Confederação Norueguesa de Esportes
- Medalha Comemorativa da Sociedade Norueguesa de Tiro em ouro
- Distintivo de Honra da Sociedade Militar de Oslo em ouro

#### Outras
- Grã-Cruz da Ordem de Leopoldo (Bélgica)
- Grã-Cruz da Ordem do Cruzeiro do Sul (Brasil)
- Ordem do Elefante (Dinamarca)
- Ordem do Dannebrog - Grande Comandante (Dinamarca)
- Legião de Honra - Grã-Cruz (França)
- Grã-Cruz da Ordem do Mérito (Alemanha)
- Ordem do Crisântemo - Grã-Cruz (Japão)
- Ordem de Hussein ibn Ali - Grã-Cruz (Jordânia)
- Ordem do Leão de Ouro da Casa de Nassau - Grã-Cruz (Luxemburgo)
- Ordem do Mérito Civil e Militar de Adolfo de Nassau - Grã-Cruz (Luxemburgo)
- Medalha Comemorativa pelo Casamento do Grão-Duque Jean e da Grã-Duquesa Josephine-Charlotte (Luxemburgo)
- Ordem do Leão da Holanda - Grã-Cruz (Países Baixos)
- Ordem da Família Ordem de Orange - Grã-Cruz (Países Baixos)
- Ordem da Arca Dourada - Comandante (Países Baixos)
- Medalha Comemorativa pela Coroação de Sua Majestade Rainha Beatriz (Países Baixos)
- Ordem de São Tiago da Espada - Grã-cruz com colar (Portugal)
- A Ordem de Aviz - Grã-Cruz (Portugal)
- A Ordem do Infante Henrique (o navegador) - Grã-Cruz (Portugal)
- Mais Ilustre Ordem do Velocino de Ouro - Colar (Espanha)
- Ordem de Carlos III - Grã-Cruz com Colar (Espanha)
- Ordem dos Serafins - Cavaleiro com Colar (Suécia)
- Medalha de Aniversário de Gustaf V (Suécia)
- Medalha de Aniversário do rei Carl XVI Gustaf  (Suécia)
- Medalha do 50º Aniversário do rei Rei Carl XVI Gustaf (Suécia)
- Ordem Familiar Mais Nobre - Chula Chom Klao - Grã-Cruz com Colar (Tailândia)
- Ordem Olímpica de Ouro